# Mazrim Taim
Mazrim Taim is in de boekenserie het Rad des Tijds, geschreven door Robert Jordan, een Valse Draak uit Saldea en later M'Hael (Leider in de Oude Spraak) van de Asha'man in de Zwarte Toren.

## Taim als Valse Draak
In 998N.T. verklaarde Mazrim Taim zich in Saldea tot de Herrezen Draak. Hij verzamelde een leger volgelingen en begon een burgeroorlog in Saldea. Bekend is dat hij in deze periode een mannelijke geleider vond en hem opleidde, maar na een jaar werd de man gek. Maarschalk Davram Bashere werd bij Irinjavar verslagen, maar spoedig daarna moest Taim zijn veroveringstocht opgeven: door een teken aan de hemel van Rhand Altor, die zich op de Kop van Toman bij Falme als de Herrezen Draak bekendmaakte, keerde het tij voor Taim. Hij verloor keer op keer, en uiteindelijk viel hij tijdens een veldslag van zijn paard, raakte gewond en verloor het bewustzijn. Rode zusters waren toen al aanwezig om af te schermen 

## Taim als de M'Hael
De Aes Sedai voerden de gevangengenomen Taim naar Tar Valon. In de Zwarte Heuvels ten noorden van de stad wist Taim echter te ontsnappen. Hij trok naar Andor, waar hij naar Caemlin werd getrokken door het pardon van Rhand Altor, de ware Herrezen Draak.
Taim werd door Rhand aangesteld als het hoofd van een school voor mannelijke Geleiders. Uiteindelijk groeide uit deze school de Zwarte Toren waar de Asha'man werden opgeleid om saidin te geleiden. Taim werd de M'Hael van deze school: de leider. Taim misbruikte deze functie, maar dit was ook een fout van Rhand. Deze laatste is misschien nog 2 keer naar de Zwarte Toren geweest om te kijken hoe het daar was. Dit gaf Taim ongelofelijk veel vrijheid, en hij is bezig zijn eigen legertje Asha'man op te zetten. Iedere man met het zwaard en de draak op zijn kraag is lid van het geheime 'genootschap' van Taim. Er is nog steeds niet onthuld wat daar gebeurt. Het enige wat bekend is, is dat Taim ooit de dood van Rhand verordende. 
Er doen echter theorieën de ronde (onder andere geopperd door Ablar Logain) dat Taim een Duistervriend is. Wel is zeker dat een Verzaker, (Aginor/Osan'gar) in de gedaante van Corlan Dashiva lange tijd onder de Asha'man is geweest.  